# 黎村镇
黎村镇，是中华人民共和国广西壮族自治区玉林市容县下辖的一个乡镇级行政单位。2002年末总人口8.3万人，其中农业人口8万人。

## 行政区划
黎村镇下辖以下地区：
黎村街社区、黎村、振新村、太平村、珊萃村、平洛村、六旺村、新塘村、六吟村、同和村、太和村、同心村、六振村、温泉村、四维村、和联村、和睦村、满垌村、平石村、旺安村、荣丰村、思贤村、六杨村和六胜村。